# نادر گودرج
نادر گودرج (به انگلیسی: Nadir Godrej) (زاده ۱۹۵۱) کارآفرین، سرمایه‌دار، مدیر اجرایی و شاعر هندی و از اقلیت پارسیان هند است، که در حال حاضر به‌عنوان مدیرعامل و رئیس هیئت مدیره شرکت صنایع گودرج فعالیت می‌کند. وی از اعضای خانواده گودرج به‌شمار می‌آید.
بنیانگذار این خانواده اردشیر گودرج می‌باشد. خانواده گودرج هم‌اکنون مالک گروه گودرج است، که از طریق این گروه صنعتی، مالکیت شمار زیادی از شرکت‌ها را در صنایع مختلف در اختیار دارند.